# 中橋一夫
中橋 一夫（なかはし かずお、1911年3月1日 - 1957年8月20日）は、昭和中期の日本の英文学者。

## 人物・来歴
本名・太郎。東京帝国大学文学部英文科卒業。『道化の宿命』を刊行し、ジョン・ミドルトン・マリ、T・S・エリオット、チャールズ・モーガンなどの著作を翻訳。戦後まもなくに英文学会の新星として将来を嘱望され、文芸雑誌などにも健筆を揮った。
東京大学教養学部助教授在任時にイギリス留学するも、半ばに病に倒れ、慌しく帰国。まもなくに没した。

## 著書
- 『道化の宿命 シェイクスピアの文学』（中央公論社） 1948
- 『二十世紀の英文学』（研究社出版） 1950
- 『ロレンス』（研究社出版、新英米文学評伝叢書） 1955
- 『現代イギリス文学入門』（研究社出版） 1956
- 『現代英文学ノート』（南雲堂） 1957

## 翻訳
- 『キーツの手紙』（キーツ、青木書店） 1940 / 改題『愛について』（角川書店） 1948
- 『キリストの生涯』（J・M・マリー、実業之日本社、伝記文学選集） 1941、創元選書 1950
- 『藝術的意想』（オスカー・ワイルド、弘文堂書房、世界文庫） 1942
- 『異神を追ひて』（T・S・エリオット、生活社） 1943
- 『ニユ・アトランチス』（フランシス・ベイコン、日本評論社、世界古典文庫） 1948
- 『詩とアナキズム』（ハーバート・リード、大沢正道共訳、創元社） 1952
- 『ドストエフスキー』（E・H・カー、松村達雄共訳、社会思想研究会出版部） 1952
- 『民衆の芸術』（ウイリアム・モリス、岩波文庫） 1953、復刊2020ほか / グーテンベルク21（電子書籍） 2021
- 『脱出路 - リヴァ・ライン』（Ch・モーガン、岩波書店、岩波現代叢書） 1954
- 『西欧社会の理念』（T・S・エリオット、新潮社、一時間文庫） 1954
- 『ある教授 自由主義者の悲劇』（レックス・ウォーナー、岩波書店） 1955
- 『若き日の藝術家の肖像』（ジェイムズ・ジョイス、河出書房、世界文学全集15） 1956 / グーテンベルク21（電子書籍） 2018
- 『朝の旅路』上・下（ジェームズ・ヒルトン、高城ちゑ共訳、東京創元社、世界大ロマン全集） 1958

## 参考
- 「中橋一夫」デジタル版日本人名大辞典